# Епамінандос Бучевський
Анібал Епамінандос Буче́вський (Епамінонд, Епамінонда, Епамінондас; 3 березня 1843, Якобень — 13 лютого 1891, Чернівці) — український живописець, реставратор і педагог.

## Життєпис
Народився 3 березня 1843 року в селі Якобені Австрійської імперії (нині Румунія) у сім'ї священника. Початкову освіту здобував у Сучаві, потім п'ять років навчався у Чернівецькому ліцеї; у 1863—1867 роках — у Чернівецькій духовній семінарії, одночасно захоплювався малюванням і отримав перші уроки живопису у віденського художника Карла Арендта, який на той час мешкав у Чернівцях. У 1868—1872 роках продовжив здобувати мистецьку освіту у Віденській академії мистецтв, де його викладачами були Ансельм Феєрбах, Карл Вурцингер, Карл фон Блаас. У 1874—1877 роках навчався в Мюнхені.
Після тривалої подорожі по Франції та Італії жив у Відні. У 1880 році отримав посаду художника Буковинської православної конситорії. 1888 року переїхав до Чернівців, де виконував роботи з оформлення і реставрації церков Буковини. Організував у Чернівцях дівочу школу з рисунку і живопису та перший на Буковині музею релігійного мистецтва.
Захворівши на туберкульоз помер у Чернівцях 13 лютого 1891 року. Похований у Чернівцях на Руському кладовищі.

## Творчість
Автор картин на міфологічні сюжети, портретів духівництва, селян Буковини, монументальних розписів. Серед робіт:
Станковий живопис
міфологічні та історичні сюжети
- «Вакханалія» (1874);
- «Вакханка»;
- «Офелія»;
- «Смерть Клеопатри»;
- «Данте на засланні»;

реалістичні полотна
- «Засмучений пастух»;
- «Проснись, румуне»;
- «Колядники»;
- «Портрет старика»;
- «Дівчина з букетом»;
- «Дойна»;
- «Циганча»;
- «Мала квіткарка»;

портрети відомих діячів
- диптих «Подружжя Василя Штефанюка»;
- «Дософтея»;
- «Олександра Доброго»;
- «І. Порумбеску»;
- «С. Мораріу»;
- «Теофіла Бендели»;
- «Гедеона Константиновича-Грекула»;
- «Теокфіста Блажевича».

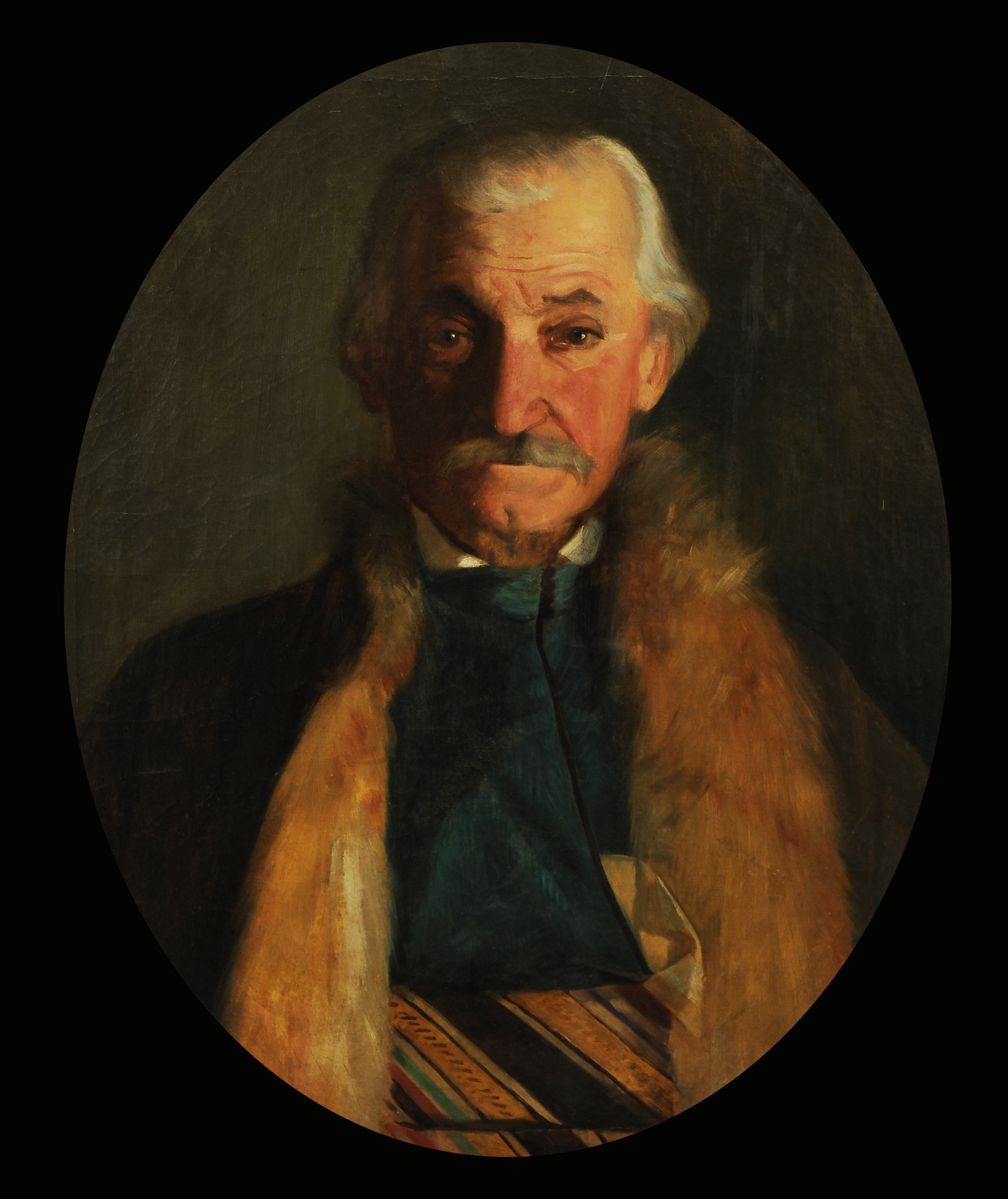
«Портрет Василя Штефанюка».
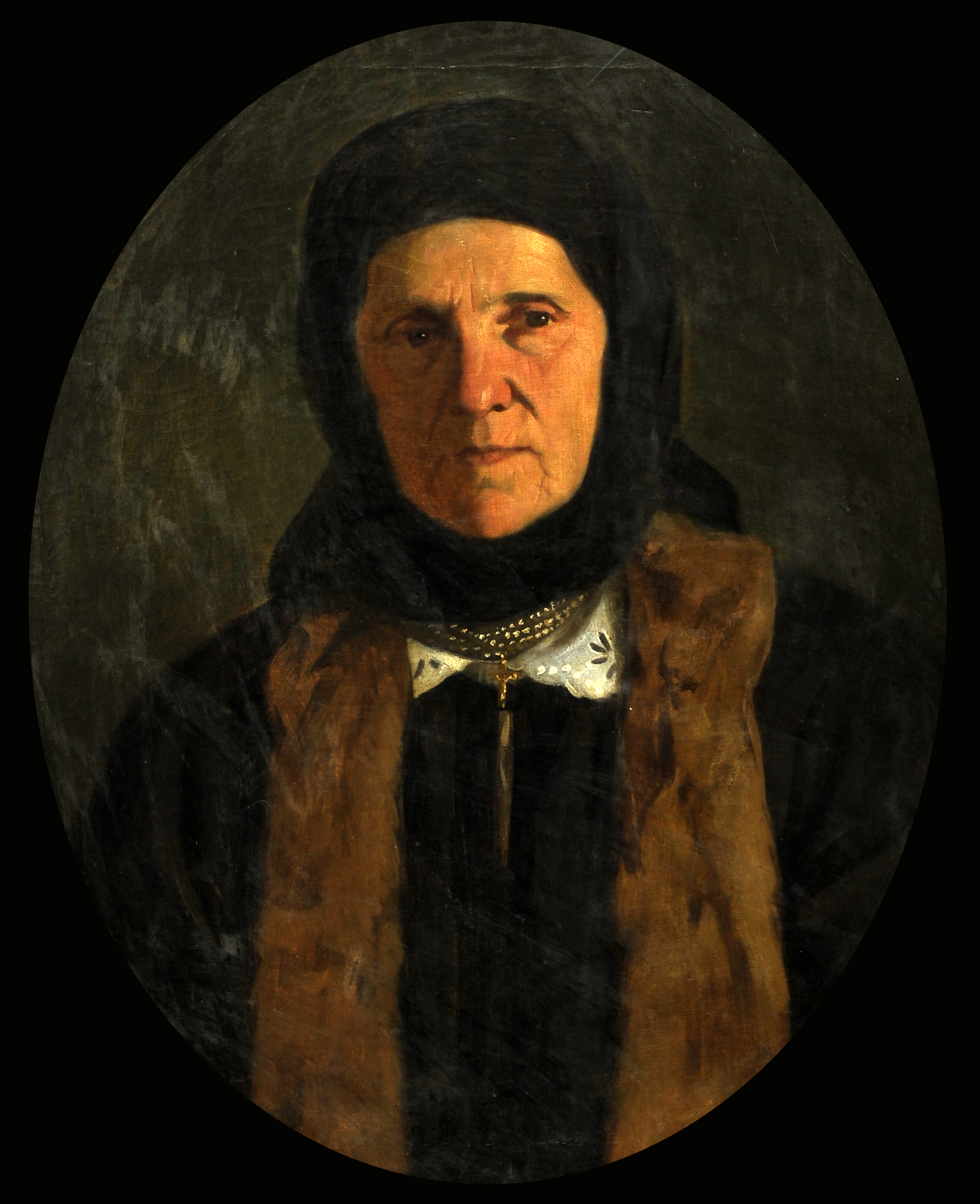
«Портрет дружини Василя Штефанюка».
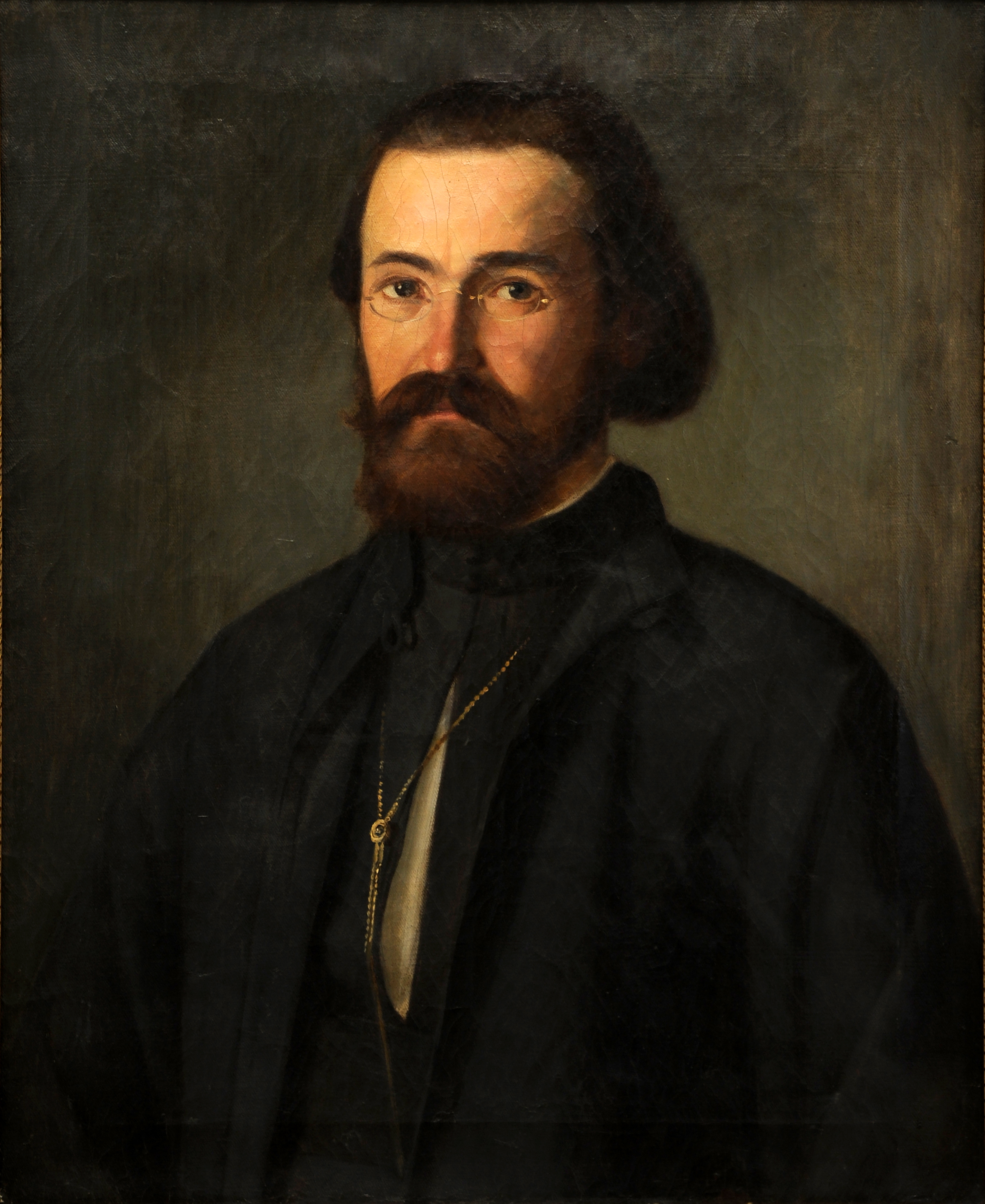
«Портрет Теокфіста Блажевича».

Монументальні роботи

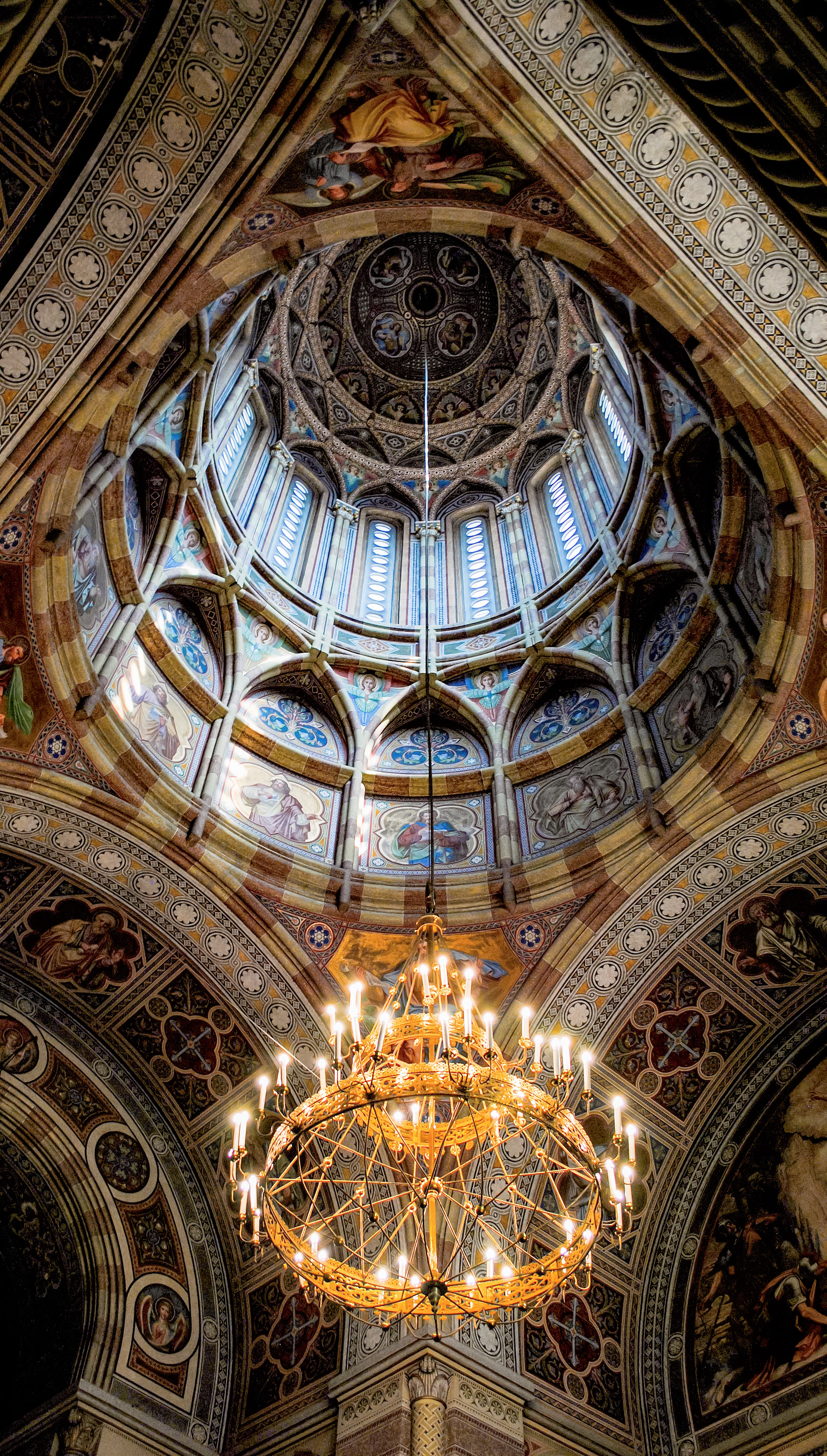
Внутрішній вигляд купола Трьох-Святительської (семінарської) церкви в Чернівцях. Геометричний орнаментний розпис Епамінандоса Бучевського.

Був одним з реформаторів буковинського церковного малярства. Йому належить велика кількість композицій і портретів святих, розписів іконостасів, фресок і декоративних малюнків у кафедральних соборах Загреба, Ясс, Сучави, Радівців, Сторожинця, Суховерхова, Тереблече, Банилова, Чагора, Чудея, Конятина.
- Протягом 1866—1880 років брав участь в оздобленні палацу митрополитів (нині головний корпус Чернівецького національного університету імені Юрія Федьковича) у Чернівцях. Для Червоної зали написав натуральної величини портрети Олександра Доброго, Штефана Великого, Сильвестра Мораріу, шести австрійських імператорів. Разом з Євгеном Максимовичем виконав наддверну фреску «Покровитель мистецтв», де серед відомих діячів Буковини зображено Сидора Воробкевича (фреска знаходиться у правому корпусі резиденції).
- Виконував монументальні розписи для церкви Миколи в Яссах.
- Виготовив іконостас для Собору Преображення Господнього в Загребі.

Реставрував буковинські пам'ятки мистецтва, зокрема відновлював старовинні фрески.
В Чернівцях мав персональні посмертні виставки у 1920, 1925, 1937 роках.
Твори художника представлені в Чернівецькому художньому музеї.

## Вшанування пам'яті
У Чернівцях найменша частина вулиці Української (від вулиці Шептицького до вулиці Руської) за румунських часів до 1940 року носила ім'я художника.
У місті Чернівці вулицю Баумана перейменували на вулицю Епіманонди Бучевського.